# Порожек (Карелия)
Поро́жек (карел. Koskenkylä) — деревня в Прионежском районе Республики Карелия, входит в состав Гарнизонного сельского поселения.

## География
Деревня находится на южном берегу озера Карельское, на берегу реки Чална.

## Население
| 2002 | 2009 | 2010 | 2013 |
| ---- | ---- | ---- | ---- |
| 4    | ↘3   | ↘2   | ↘1   |